# Jus de compost
 (décembre 2022).
Si vous disposez d'ouvrages ou d'articles de référence ou si vous connaissez des sites web de qualité traitant du thème abordé ici, merci de compléter l'article en donnant les références utiles à sa vérifiabilité et en les liant à la section « Notes et références ».
Le jus de compost est le résultat de la percolation des matières liquides lors d'un processus de compostage naturel ou accéléré par l'être humain en tas ou dans un composteur. Il peut s'agir à l'origine d'eau de pluie, d'arrosage, du matériaux d'origine, ou d'eau libérée par la transformation du compost lui-même.
Ce jus ou lixiviat ou percolat est un fertilisant naturel.

## Composition
Il contient des éléments organiques, minéraux et micro-organismes acteurs du processus de décomposition (détritivores). Ce sont essentiellement cryptogames et bactéries.

## Utilisation
Le jus étant généralement riche en azote assimilable par la plante, il peut être utilisé comme fertilisant. Cependant, selon les matériaux compostés, le jus peut contenir des éléments traces métalliques qui peuvent être toxiques pour les plantes.
Ce jus peut être filtré, comme pulvérisat sur les parties foliaires des plantes; il sert alors de stimulant des défenses immunitaires par apport de micro-organismes entrant en concurrence avec des germes pathogènes.

## Extraction
Il est possible de développer un jus de compost filtré, et par là-même aux propriétés physico-chimiques soutenues, par des techniques mécaniques agricoles : l'extraction de compost.
L'extraction de compost est une technique qui utilise du compost, de l'eau et de l'oxygène afin de décupler ses propriétés.
On introduit du compost dans un filet, que l'on fait tremper dans de l'eau. On y apporte de l'air pendant plusieurs heures. Deux variantes principales existent, avec ou sans apport de matières sucrées pour aider les micro-organismes à se développer plus rapidement.
La première technique favorise la multiplication très rapide, et dure en général environ 24 h. Dans ce procédé, certaines fonctions plus dominantes prennent le dessus sur d'autres pourtant utiles et complémentaires dans l'action recherchée. La deuxième technique s'appuie plutôt sur un développement de la biodiversité des populations présentes dans le milieu afin de créer une chaîne de fonctions enzymatiques plus étendue.